# Miloš Živanović
Miloš Živanović (Mилoш Живaнoвић; sinh ngày 24 tháng 7 năm 1988 ở Beograd) là một cầu thủ bóng đá Serbia, thi đấu cho FK Radnički Pirot.
Trước đây anh là cầu thủ của FK Partizan dành toàn bộ thời gian thi đấu ở dạng cho mượn cùng với FK Teleoptik, được xem là câu lạc bộ vệ tinh của Partizan, và OFK Mladenovac.